# Lijst van afleveringen van The New Addams Family
Dit is een lijst met afleveringen van de Amerikaanse televisieserie The New Addams Family. De serie telt 1 seizoen. Een overzicht van alle afleveringen is hieronder te vinden.
| Nr. | Titel aflevering                     | Uitzenddatum VS  |
| --- | ------------------------------------ | ---------------- |
| 1   | Halloween With the Addams Family     | 19 oktober 1998  |
| 2   | Deadbeat Relatives                   | 20 oktober 1998  |
| 3   | The Addams Family Goes to School     | 21 oktober 1998  |
| 4   | Fester’s Punctured Romance           | 22 oktober 1998  |
| 5   | New Neighbors Meet the Addams Family | 23 oktober 1998  |
| 6   | Grandpapa Addams Comes to Visit      | 26 oktober 1998  |
| 7   | Gomez, the Reluctant Lover           | 27 oktober 1998  |
| 8   | Morticia, the Matchmaker             | 28 oktober 1998  |
| 9   | The Addams Family Tree               | 29 oktober 1998  |
| 10  | Cousin Itt Visits the Addams Family  | 30 oktober 1998  |
| 11  | Art and the Addams Family            | 30 oktober 1998  |
| 12  | Thing Is Missing                     | 2 november 1998  |
| 13  | Fester Goes on a Diet                | 3 november 1998  |
| 14  | Morticia's Romance: Part 1           | 4 november 1998  |
| 15  | Morticia's Romance: Part 2           | 5 november 1998  |
| 16  | Wednesday Leaves Home                | 6 november 1998  |
| 17  | My Fair Cousin Itt                   | 9 november 1998  |
| 18  | The Winning of Morticia Addams       | 10 november 1998 |
| 19  | Uncle Fester's Toupee                | 11 november 1998 |
| 20  | Lurch Learns to Dance                | 12 november 1998 |
| 21  | Morticia and the Psychiatrist        | 13 november 1998 |
| 22  | Melancholia Finds Romance            | 16 november 1998 |
| 23  | Morticia's Favorite Charity          | 17 november 1998 |
| 24  | Morticia and the Ladies League       | 18 november 1998 |
| 25  | Morticia the Breadwinner             | 23 november 1998 |
| 26  | Morticia’s Dilemma                   | 30 november 1998 |
| 27  | Christmas with the Addams Family     | 7 december 1998  |
| 28  | Crisis in the Addams Family          | 4 januari 1999   |
| 29  | Gomez, the Cat Burglar               | 8 januari 1999   |
| 30  | Uncle Fester's Illness               | 11 januari 1999  |
| 31  | Green-Eyed Gomez                     | 15 januari 1999  |
| 32  | Thing's Romance                      | 18 januari 1999  |
| 33  | Morticia, the Decorator              | 22 januari 1999  |
| 34  | Close Encounters of the Addams Kind  | 25 januari 199   |
| 35  | Amnesia in the Addams Family         | 1 februari 1999  |
| 36  | Wednesday’s Crush                    | 8 februari 1999  |
| 37  | Morticia, the Sculptress             | 15 februari 1999 |
| 38  | Gomez, the People's Choice           | 22 februari 1999 |
| 39  | Lurch, the Teen-Age Idol             | 1 maart 1999     |
| 40  | Fester & Granny vs. Grandpapa Addams | 8 maart 1999     |
| 41  | Saving Private Addams                | 15 maart 1999    |
| 42  | My Son, the Chimp                    | 22 maart 1999    |
| 43  | Horseplay                            | 29 maart 1999    |
| 44  | Lurch’s Grand Romance                | 5 april 1999     |
| 45  | Fester Joins the Global Mercenaries  | 9 april 1999     |
| 46  | Catastrophia’s Career                | 12 april 1999    |
| 47  | Addams Family in Court               | 19 april 1999    |
| 48  | Cousin Itt’s Problem                 | 7 mei 1999       |
| 49  | Morticia, the Playwright             | 14 mei 1999      |
| 50  | Lurch, Man of Leisure                | 21 mei 1999      |
| 51  | Progress in the Addams Family        | 28 mei 1999      |
| 52  | Undercover Man                       | 29 mei 1999      |
| 53  | Lurch and His Piano                  | 31 mei 1999      |
| 54  | Fester, Marriage Counselor           | 4 juni 1999      |
| 55  | Cleopatra, Green of the Nile         | 11 juni 1999     |
| 56  | Granny, the Happy Medium             | 18 juni 1999     |
| 57  | Lurch’s Little Helper                | 25 juni 1999     |
| 58  | Addams Family Feud                   | 10 juli 1999     |
| 59  | Fester, the Tycoon                   | 17 juli 1999     |
| 60  | Lights, Camera, Addams               | 24 juli 1999     |
| 61  | The Addams' Policy                   | 31 juli 1999     |
| 62  | Fester, World Leader                 | 7 augustus 1999  |
| 63  | The Tale of Long John Addams         | 14 augustus 1999 |
| 64  | Keeping Up With the Joneses          | 21 augustus 1999 |
| 65  | Death Visits the Addams Family       | 28 augustus 1999 |